# Jerzy Wierzbicki (żołnierz)
Jerzy Wierzbicki ps. „Dodek”, „Ilski”, „Leszek” (ur. 8 listopada 1925 w Radzanowie, zm. 18 stycznia 1951 w Warszawie) – żołnierz AK/NZW, więzień stalinowski.

## Życiorys
Urodził się w Radzanowie jako syn Stanisława i Marii z Oleksiaków. Kawaler zamieszkały w Sierpcu, ul. Płocka 33. Przed wojną ukończył 6 klas szkoły powszechnej.

## Działalność
Podczas okupacji niemieckiej żołnierz Armii Krajowej.
W maju 1941 r. wstąpił do Związku Walki Zbrojnej. W okresie luty-listopad 1943 r. odbył kurs w szkole podchorążych Armii Krajowej. Do kwietnia 1944 r. był instruktorem w plutonie 205 zgrupowania Żaglowiec. Od kwietnia do lipca został oddelegowany do oddziału partyzanckiego, a następnie do oddziału dywersyjnego Armii Krajowej.

### Powstanie warszawskie
W powstaniu walczył na Żoliborzu w II Obwodzie „Żywiciel” Warszawskiego Okręgu Armii Krajowej w 205. plutonie zgrupowania „Żaglowiec”. Podczas walk został ciężko ranny. Odznaczony Krzyżem Walecznych.

### Działalność antykomunistyczna
Po upadku powstania ukrywając się w Sierpcu i okolicach utrzymywał kontakty konspiracyjne ze Stefanem Bronarskim „Liściem”, z którego polecenia po wkroczeniu wojsk sowieckich od stycznia do lutego 1945 r. pracował jako funkcjonariusz PUBP w Sierpcu. Jednocześnie czynny w konspiracji niepodległościowej.
Od maja 1945 r. do lipca 1945 r. był dowódcą oddziału. Decyzją Jan Nowaka ps. „Korab” ostatniego komendanta Obwodu Płockiego AK w dniu 27 lipca 1945 r. płocka AK zakończyła działalność. Złożenie broni przeprowadzone zostało w Łęgu Kościelnym (pow. Płock)
Wyjechał za granicę, skąd powrócił jako repatriant do kraju. Kontynuował działalność konspiracyjną, jako członek sztabu 11 Grupy Operacyjnej NSZ (23 Okręg NZW). Zagrożony aresztowaniem wyjechał na Ziemie Zachodnie. Zamieszkał we Wrocławiu, gdzie od 11 sierpnia 1946 r. do 2 października 1948 r. w stopniu sierżanta podchorążego był słuchaczem Oficerskiej Szkoły Piechoty, utrzymując kontakty ze Stefanem Bronarskim „Liściem”.

## Areszt, proces i kara śmierci
2 października 1948 roku został aresztowany przez Informację Wojskową we Wrocławiu i przewieziony do więzienia Warszawa III na ul. Ratuszowej 11. Wcześniej zostali aresztowani pozostali członkowie sztabu 23 Okręgu NZW. Niezwykle okrutne śledztwo trwało ponad półtora roku.
19 czerwca 1950 roku rozpoczął się proces pokazowy z udziałem dziennikarzy, a jego obszerne fragmenty transmitowało Polskie Radio.
Skład WSR podczas procesu:
- Mieczysław Widaj – przewodniczący składu sędziowskiego,
- Maksymilian Lewandowski i Antoni Hoffman – ławnicy,
- Jerzy Tramer – prokurator.

Na ławie oskarżonych zasiedli niemal wszyscy żyjący członkowie sztabu 23 Okręgu NZW: por. Stefan Bronarski „Roman”, por. Stefan Majewski „Szczepan”, ppor. Jerzy Wierzbicki „Dodek”, por. Jan Przybyłowski „Onufry”, plut. Stanisław Lewandowski „Ogrodnik”, dowódca oddziałów bojowych Okręgu sierż. Wiktor Stryjewski „Cacko” oraz nie będący członkiem Narodowego Zjednoczenia Wojskowego, ostatni komendant Okręgu Płockiego Armii Krajowej por. Jan Nowak „Korab”.
Przygotowany w oparciu o wymuszone zeznania (które podczas rozprawy w większości zostały przez oskarżonych odwołane) akt oskarżenia, poza zarzutami dotyczącymi walki z przedstawicielami nowej władzy w przestępczych konspiracyjnych resztkach Armii Krajowej, później zaś przestępczej organizacji poczuwającej się do przynależności do Narodowego Zjednoczenia Wojskowego a występującej jako 11 Grupa Operacyjna 23 Okręgu NSZ obejmującej zasięgiem działalności powiaty Płock, Płońsk, Sierpc, Mława, Rypin, Lipno i Włocławek po 1945 roku, w sposób szczególny eksponował rzekomą współpracę żołnierzy Armii Krajowej i Narodowych Sił Zbrojnych z hitlerowcami w czasie okupacji niemieckiej. Zarzucano m.in. walkę z patriotycznie nastawionymi partyzantami z GL i AL., a nie z okupantem.
3 lipca 1950 roku został ogłoszony wyrok, na którego podstawie sąd skazał na następujące kary:
- Stefan Bronarski „Roman” – 5-krotna kara śmierci,
- Stefan Majewski „Szczepan” – 6-krotna kara śmierci,
- Jan Przybyłowski „Onufry” – 3-krotna kara śmierci,
- Jerzy Wierzbicki „Dodek”- 4-krotna kara śmierci,
- Wiktor Stryjewski „Cacko”- 38-krotna kara śmierci,
- Jan Nowak – 2-krotna kara śmierci[a],
- Stanisław Lewandowski – kara dożywotniego więzienia.

Bolesław Bierut decyzją ze stycznia 1951 roku nie skorzystał wobec Jerzego Wierzbickiego z prawa łaski.
Podczas śledztwa i procesu trzymani byli w więzieniu Warszawa III na ul. Ratuszowej 11 (obecnie Namysłowska 6, w tymi miejscu stoi pomnik „Ku Czci Pomordowanych w Praskich Więzieniach 1944–1956”). Na egzekucję przywiezieni zostali do mokotowskiego Aresztu około południa 18 stycznia 1951 r. Został stracony 18 stycznia 1951 r. o godzinie 21:10. Ciała dotychczas nie odnaleziono, a jego symboliczny grób znajduje się na Cmentarzu Wojskowym na Powązkach w Warszawie w Kwaterze „Na Łączce”. Rodzina przekazała materiał DNA do identyfikacji.
W 2022 pośmiertnie odznaczony Krzyżem Oficerskim Orderu Odrodzenia Polski.